# Nemastoma (opilion)
Pour les articles homonymes, voir Nemastoma.
Genre
Synonymes
- Lugubrostoma Kratochvíl, 1958
- Stridulostoma Hadži, 1973

Nemastoma est un genre d'opilions dyspnois de la famille des Nemastomatidae.

## Distribution
Les espèces de ce genre se rencontrent en Europe.

## Liste des espèces
Selon World Catalogue of Opiliones (12/05/2025) :
- Nemastoma bidentatum Roewer, 1914
- Nemastoma bimaculatum (Fabricius, 1775)
- Nemastoma daciscum Koch, 1869
- Nemastoma dentigerum Canestrini, 1873
- Nemastoma kozari Novak, Kozel, Podlesnik & Raspotnig, 2021
- Nemastoma lilliputanum (Lucas, 1846)
- Nemastoma lugubre (Müller, 1776)
- Nemastoma pluridentatum Hadži, 1973
- Nemastoma relictum Gruber & Martens, 1968
- Nemastoma rude Simon, 1881
- Nemastoma schuelleri Gruber & Martens, 1968
- Nemastoma superbum Koch, 1869
- Nemastoma transsylvanicum Gruber & Martens, 1968
- Nemastoma triste (Koch, 1835)
- † Nemastoma incertum Koch & Berendt, 1854

## Systématique et taxinomie
Ce genre a été décrit par C. L. Koch en 1836. Il est placé dans les Nemastomatidae par Simon en 1872.
Lugubrostoma a été placé en synonymie par Gruber et Martens en 1968.
Stridulostoma a été placé en synonymie par Gruber en 1976.

## Publication originale
- C. L. Koch, 1836 : Die Arachniden. Nürnberg, Dritter Band, p. 1-104 (texte intégral).